# Loxostege albifascialis
Loxostege albifascialis is een vlinder uit de familie van de grasmotten (Crambidae), uit de onderfamilie van de Pyraustinae. De wetenschappelijke naam van deze soort is voor het eerst voorgesteld als Eurycreon albifascialis door George Francis Hampson in een publicatie uit 1896.
De soort komt voor in Jemen.